# Jan Pietrzak (poseł)
Jan Pietrzak (ur. 17 maja 1877 w Jankowie Przygodzkim, zm. 17 września 1940 w Mielcu) – polski działacz społeczny, robotniczy i związkowy, polityk, poseł na Sejm IV i V kadencji w II Rzeczypospolitej.

## Życiorys
Ukończył szkołę powszechną w Jankowie.
Od około 1895 roku przebywał w Nadrenii Północnej-Westfalii (gdzie pracował jego brat), osiedlił się w Duisburgu. Pracował jako hutnik miedzi. Wspólnie z bratem był współzałożycielem Związku Metalowców Zjednoczenia Zawodowego Polskiego (ZZP) w Duisburgu  i został jego prezesem. Przeniósł się do Essen, gdzie pracował do wybuchu I wojny światowej w Friedrich Krupp AG. W 1912 roku był sekretarzem Związku Metalowców ZZP na okręgi: nadreńsko-westfalski, hanowersko-hamburski i Saksonię.
Od 1915 roku do 1918 roku służył w armii niemieckiej na frontach rosyjskim i francuskim. Po zakończeniu wojny przebywał w Dortmundzie, był przewodniczącym Związku Metalowców ZZP w Bochum oraz założycielem i współredaktorem czasopisma o tytule „Wiarus Polski”.
W 1920 roku osiadł na Górnym Śląsku, gdzie pracował w Polskiej Komisji Plebiscytowej. Był bliskim współpracownikiem Wojciecha Korfantego. Walczył w III powstaniu śląskim. W latach 1921–1939 był członkiem Rady Głównej ZZP, w okresie 1926–1939 – prezesem Związku Metalowców ZZP.
Od 1930 roku uczestniczył w zjazdach międzynarodowego Związku Chrześcijańskich Organizacji Robotników Metalurgicznych z siedzibą w Utrechcie. Należał do Narodowej Partii Robotniczej. Działał w samorządzie lokalnym: był członkiem rady wojewódzkiej śląskiej i radnym m. Chorzowa, współzałożycielem i członkiem zarządu ZUS i Kasy Chorych w Chorzowie i współorganizatorem tamtejszego teatru. W 1937 roku pełnił funkcję wiceprezesa śląskiej Rady Okręgowej OZN.
W wyborach parlamentarnych w 1928 roku został wybrany posłem na Sejm II kadencji (1928–1930) z listy Narodowo-Chrześcijańskiego Zjednoczenia Pracy, jednak zrzekł się mandatu.
W wyborach parlamentarnych w 1935 roku został wybrany na posła na Sejm IV kadencji (1935–1938) 53 468 głosami z okręgu nr 90, obejmującego powiaty: świętochłowicki, tarnogórski i lubliniecki. W kadencji tej pracował w komisji budżetowej.
W wyborach parlamentarnych w 1938 roku został również wybrany posłem na Sejm V kadencji (1938–1939) z tego samego okręgu wyborczego (nr 90). Był członkiem Klubu OZN. Pracował w czterech komisjach: pracy (wiceprzewodniczący), budżetowej, inwestycyjnej oraz zdrowia publicznego i opieki społecznej.
W czasie II wojny światowej ukrywał się w Mielcu u córki Katarzyny.

## Odznaczenia
- Złoty Krzyż Zasługi
- Medal Niepodległości[2]

## Życie prywatne
Był synem Jana i Elżbiety z domu Grzegorztowskiej. Ożenił się w 1902 roku z Marianną (Marią?) Adamkiewicz, z którą miał pięcioro dzieci, m.in. córkę Katarzynę zamężną Łach.